# Košarkarska žoga
Žoga za košarko je okrogla žoga, ki se uporablja v košarkaških igrah. Košarkarske žoge so običajno velike od zelo majhnih promocijskih predmetov s premerom le nekaj centimetrov do zelo velikih žog v premeru skoraj 2 metra (60 cm), ki se uporabljajo pri vajah. Na primer, mladinska košarkarska žoga ima obseg 69 centimetrov, medtem ko je moška žoga za National Collegiate Athletic Association (NCAA) največ 76 cm, ženska žoga za NCAA pa največ 74 cm. Standard za košarkarsko žogo v Nacionalni košarkarski zvezi (NBA) je obseg 75 cm, za Nacionalno košarkarsko zvezo žensk (WNBA) pa največji obseg 74 centimetrov. Srednješolske in mladinske lige običajno uporabljajo žoge velikosti NCAA, NBA ali WNBA. 

Poleg igrišča in košev je žoga edina oprema, ki je potrebna za igranje košarke. Med igro je treba žogo neprekinjeno odbijati (dribling), metati po zraku drugim igralcem (podajanje) ali metati proti košu (streljanje). Zato mora biti žoga zelo trpežna. Žoga se uporablja tudi za izvajanje trikov (včasih imenovanih tudi freestyling), med katerimi so najpogostejši vrtenje žoge na konici kazalca, dribling v zapletenih vzorcih, kotaljenje žoge čez ramo ali izvajanje akrobatskih manevrov z žogo med izvajanjem slam dunka, predvsem v okviru tekmovanja za slam dunk (tekmovanje v zabijanju).

Skoraj vse košarkarske žoge imajo napihljiv notranji gumijast mehur, ki je običajno ovit v plasti vlaken in nato prekrit s površino iz usnja (tradicionalnega), gume ali sintetičnega kompozita. Kot pri večini napihljivih kroglic je tudi tu majhna odprtina, ki omogoča povečanje ali zmanjšanje tlaka.
Površina žoge je skoraj vedno razdeljena na "rebra", ki so v različnih konfiguracijah poglobljena pod površino kroglice in so običajno kontrastne barve. Oranžna površina s črnimi rebri in možnim logotipom je tradicionalna barvna shema košarkarskih žog, vendar se prodajajo v različnih barvah. Najbolj znana od teh različic, rdeča / bela / modra košarka, je bila uporabljena za ameriško košarkarsko zvezo Harlem Globetrotters in kot "denarna žoga" na tekmovanju treh točk vikenda NBA All Star.
Žoge so na splošno namenjene za uporabo v zaprtih prostorih (običajno iz usnja ali vpojnih kompozitov) ali za uporabo na zunanji površini (običajno iz gume ali trajnih kompozitov, znane tudi kot notranje / zunanje kroglice). Sobne žoge so zaradi stroškov materiala ponavadi dražje od žog na vseh površinah. Poleg tega je treba povsem nove usnjene notranje žoge najprej "vlomiti", da se doseže optimalen oprijem pred uporabo na tekmovanju. Abrazivnost asfalta ter umazanija in vlaga, ki sta prisotna na prostem, običajno uničijo notranjo žogo v zelo kratkem času, zato je rekreativnim igralcem priporočljiva notranja / zunanja žoga. Zunanje žoge običajno imenujemo zunanje gumijaste košarkarske žoge in so običajno narejene iz gume, da se spoprimejo z grobimi pogoji, zato jih je treba napolniti z več zraka, da v hladnejšem vremenu zadržijo primerno raven zračnega tlaka.

## Zgodovina
V začetku decembra 1891 je predsednik oddelka za telesno vzgojo na šoli za krščanske delavce (danes Springfield College) v Springfieldu v Massachusettsu učitelju športne vzgoje Jamesu Naismithu naročil, naj izmisli novo igro za zabavo športnikov šole v zimski sezoni. Naismith je zbral svoj razred 18 mladeničev, imenoval kapetana dveh ekip z devetimi igralci in sprožil prvo košarkarsko tekmo, ki se je igrala z nogometno žogo in dvema košarama za breskve na obeh koncih telovadnice.
Prve namensko izdelane košarkarske žoge so bile narejene iz usnjenih plošč, ki so bile spojene skupaj z gumijastim mehurjem znotraj. Za podporo in enakomernost je bilo usnju dodano krpo. Oblikovana različica zgodnje košarkarske žoge je bila izumljena leta 1942. Dolga leta je bilo usnje material, ki je bil izbran za košarkarske obloge, toda konec devetdesetih let so bili predstavljeni sintetični kompozitni materiali, ki so se hitro uveljavili v večini lig, čeprav so lige NBA igralne žoge še vedno uporabljajo pravo usnje (razen kratkega eksperimenta z žogo iz mikrovlaken leta 2006, ki ni bil dobro sprejet).

Med leti 1967 in 1976 je Ameriška košarkarska zveza (ABA) uporabljala značilno rdečo, belo in modro žogo, ki jo občasno še vedno vidimo.

## sklici in opombe
1. ↑  Zirm, Jordan. »Basketball Sizes: A Quick Guide for All Levels of Play«. STACK (v angleščini). Arhivirano iz prvotnega spletišča dne 7. aprila 2020. Pridobljeno 5. maja 2017.
2. ↑  Putman, Carl (11. september 2017). »Basketball Official Size & Weight«. LiveStrong.com. Pridobljeno 2. februarja 2018.
3. ↑  »Sports Gear Lab«. Sportsgearlab.com. Arhivirano iz prvotnega spletišča dne 27. maja 2016. Pridobljeno 31. maja 2016.
4. ↑  »Wilson to provide the Official Game Ball for FIBA« (tiskovna objava). Amer Sports. 9. junij 2015. Arhivirano iz prvotnega spletišča dne 3. septembra 2015. Pridobljeno 17. avgusta 2015.
5. ↑  »GL7«. Arhivirano iz prvotnega spletišča dne 19. aprila 2007.